# Yuji Iwasawa
Yuji Iwasawa (Japans: 岩沢雄司; Tokio, 4 juni 1954) is een Japanse rechter. Sinds 22 juni 2018 is hij een lid van het Internationaal Gerechtshof.

## Loopbaan
Iwasawa was achtereenvolgens universitair hoofddocent aan de Faculteit der Rechtsgeleerdheid van de Osaka City University en hoogleraar aan de afdeling Internationale Betrekkingen van de Universiteit van Tokio. Ten tijde van zijn verkiezing tot lid van het ICJ was hij hoogleraar internationaal recht aan de Faculteit der Rechtsgeleerdheid van de Universiteit van Tokio. Hij was een Visiting Fellow van het Lauterpacht Centre for International Law in Cambridge (1991-1993, 1997, 2000-2001) en Overseas Fellow aan het Churchill College in Cambridge (2000-2001). Hij is gespecialiseerd in de relatie tussen internationaal recht en nationaal recht, internationale mensenrechtenwetgeving, internationaal economisch recht, internationale geschillenbeslechting en jurisdictionele immuniteiten.

### Nevenfuncties
Naast zijn rol in het Internationaal Gerechtshof, is Iwasawa de vicevoorzitter van de International Law Association (ILA). Van 2007 tot 2018 was hij lid van het Mensenrechtencomité onder het Internationaal Verdrag inzake burgerrechten en politieke rechten (2007-2018). Tweemaal was hij voorzitter daarvan (2009-2011 en 2017-2018). Daarnaast was hij van 2004 tot 2013 rechter, en tussen 2010 en 2013 vicevoorzitter, van het Administratief Tribunaal van de Aziatische Ontwikkelingsbank. Hij was van 2003 tot 2008 lid van de permanente groep van deskundigen in het kader van de WTO-overeenkomst inzake subsidies. Van 2002 tot 2004 was hij lid van het permanent forum van de Verenigde Naties over inheemse kwesties. Van 2016 tot 2018 was hij voorzitter van de Japanse Vereniging voor Internationaal Recht.